# Place de Rio-de-Janeiro
La place de Rio-de-Janeiro est une voie publique du 8e arrondissement et plus précisément du quartier de l’Europe (32e quartier de Paris) à proximité immédiate du parc Monceau.

## Situation et accès
La place de Rio-de-Janeiro est située à l’intersection de la rue de Monceau et de la rue de Lisbonne, entre l’avenue Ruysdaël et l’avenue de Messine.

## Origine du nom
Cette place a reçu son nom de la ville de Rio de Janeiro, capitale du Brésil lors de son ouverture. 

## Historique
La place est créée et prend sa dénomination actuelle par l’arrêté du 8 avril 1949.
Dans la nuit du dimanche au lundi 23 mai 1977, le brigadier de police Alain Pradines, trente-deux ans, est tué de plusieurs balles à quelques mètres de l'entrée du parc Monceau par un détenu permissionnaire en cavale.

## Bâtiments remarquables et lieux de mémoire

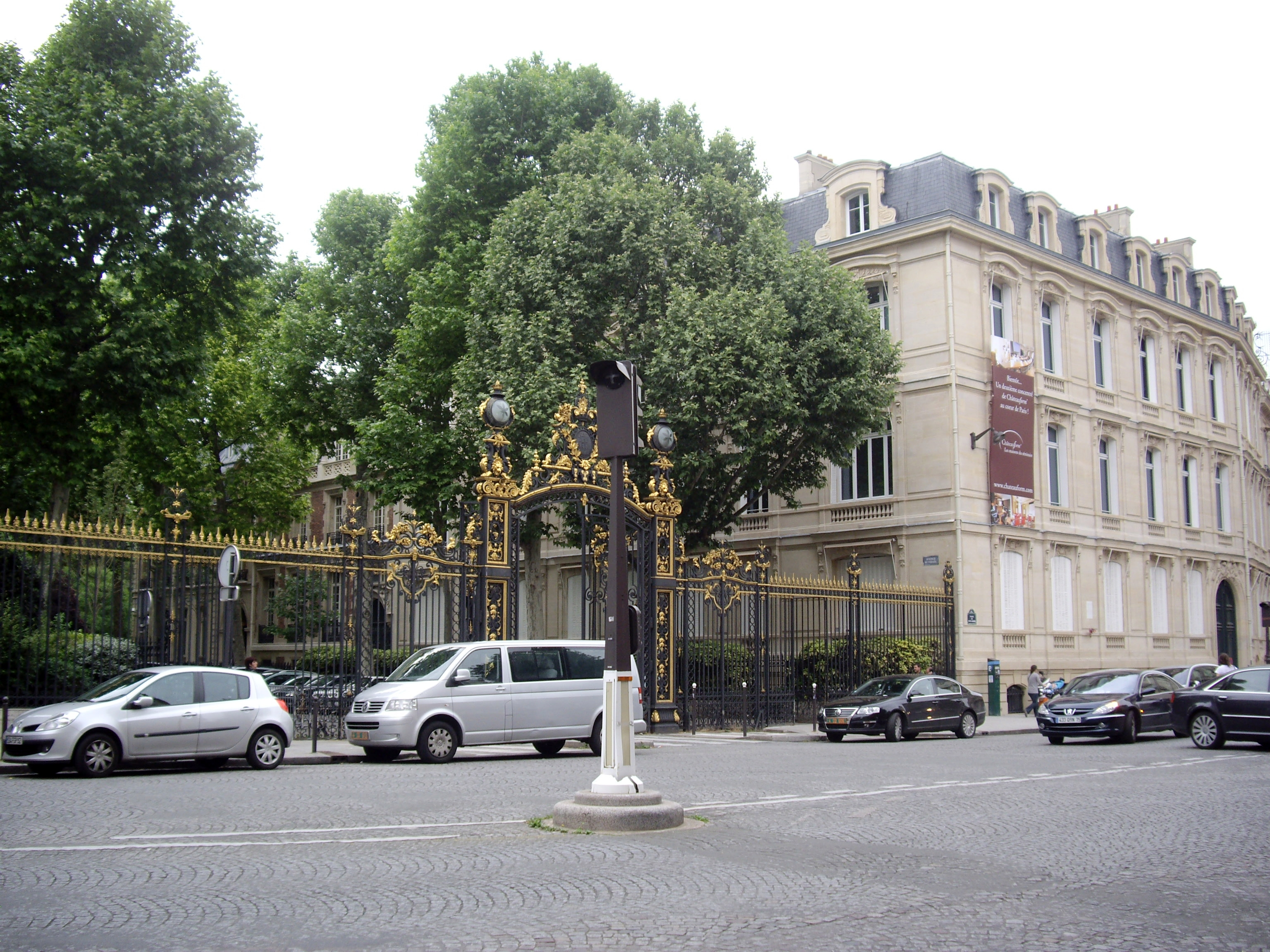
Les grilles séparant l’avenue Ruysdaël (menant au cœur du parc Monceau) de la place de Rio-de-Janeiro.

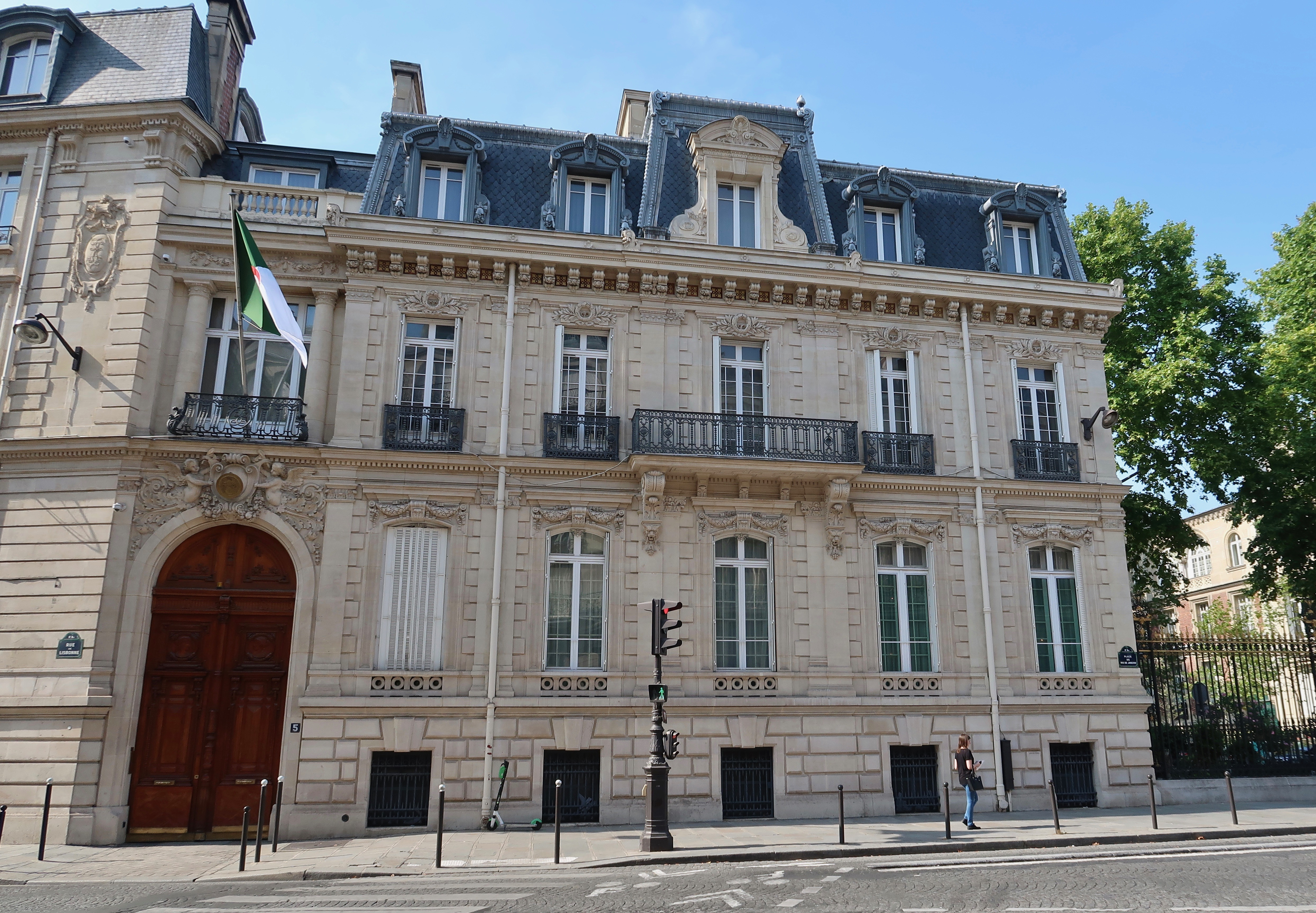
Drapeau algérien flottant sur le no 5.

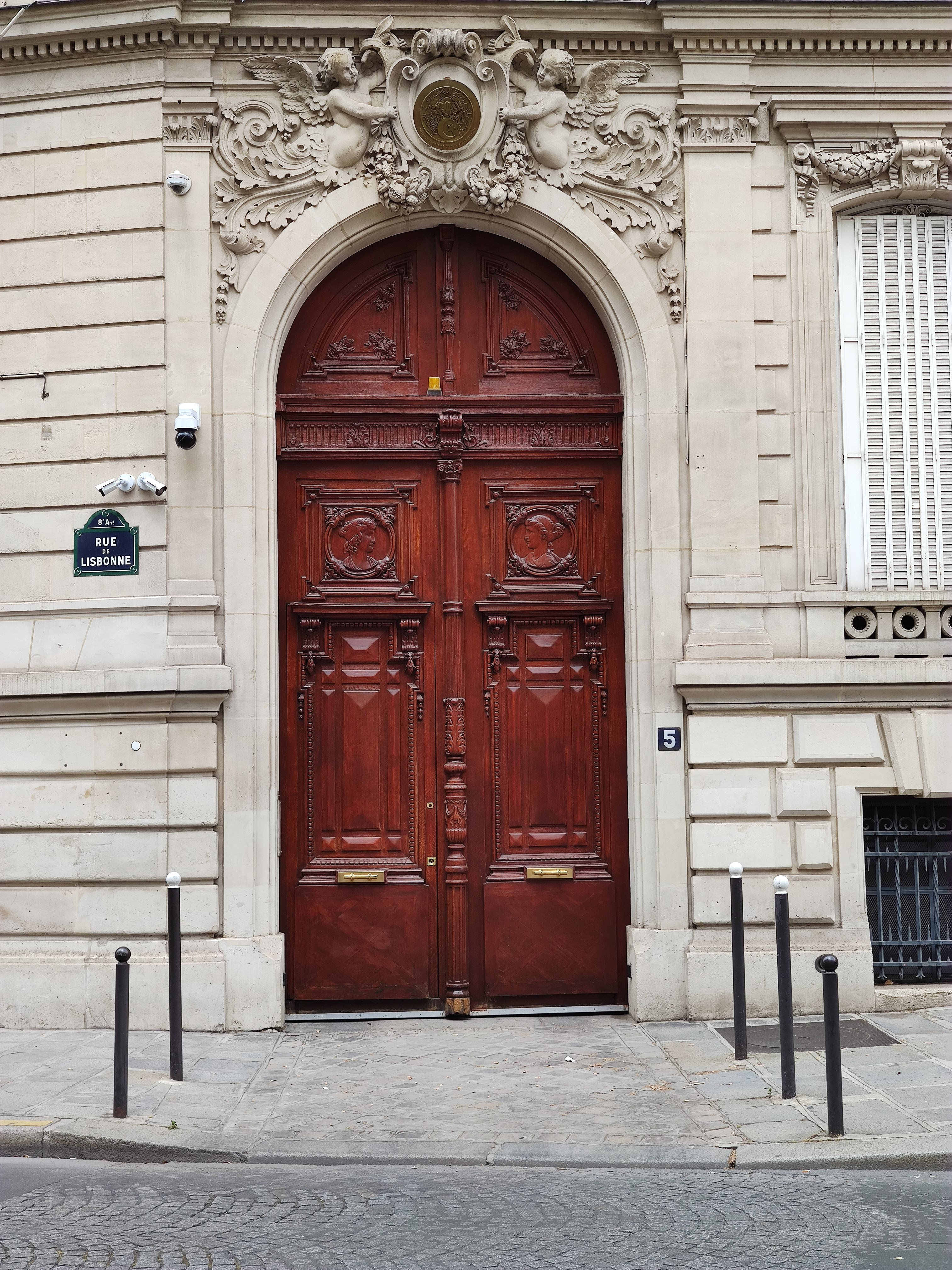
Porte au no 5.

Les portes monumentales en ferronnerie rehaussées d’or du parc Monceau sont un monument classé.
Il ne semble pas que cette convergence de voies publique ait reçu un nom pour des raisons pratiques ; les portes d’immeubles donnant sur cette place ne se laissent pas aisément reconnaître.
- No 1 : au rez-de-chaussée, Brasserie Valois (encore appelée Le Valois). Son nom est peut-être en rapport avec l’avenue de Valois voisine.

Cet immeuble haussmannien de 2 500 m2 alors inoccupé (à l’exception de commerces au rez-de-chaussée) avec cour intérieure, a servi de  lieu de tournage du film Innocents - The Dreamers (sorti en 2003 et tourné en 2002) de Bernardo Bertolucci : l’appartement des parents se trouve dans cet immeuble mais cela ne correspond pas nécessairement à une localisation suggérée par le scénario. La Brasserie Valois est bien visible dans le film.
L'immeuble appartient (en 2011) à la National Insurance Company of Egypt ; selon Le Parisien, le propriétaire réel est vraisemblablement le président égyptien déchu Hosni Moubarak, ce qui a été démenti par l'ambassade d'Égypte. L'immeuble a été squatté par des mal-logés (soutenus par le collectif Jeudi noir et le DAL) du 12 février 2011 au 8 mars 2011, date d’une opération de police qui les a délogés,,.
- No 4 : à cet endroit se situe la dernière demeure du Maréchal de Lattre de Tassigny. L'immeuble (ancien hôtel particulier) situé au numéro 4, place de Rio-de-Janeiro est un immeuble haussmannien construit au cours de la seconde moitié du XIXe siècle. Cet immeuble fut durant des années le siège social de SILIC (SILIC a fusionné avec ICADE en 2013).  En 2008, l'immeuble a connu une restructuration lourde et est aujourd'hui occupé par la société Châteauform France.
- No 5 : l’ambassade d’Algérie possède deux entrées dont l’une sert d’adresse postale (50, rue de Lisbonne) ; l’autre, portant le no 5, donne sur la place de Rio-de-Janeiro. Édouard Louis Joseph Empain (1852-1929), ingénieur, général, entrepreneur, financier et riche industriel belge, a vécu à cette adresse.